# Alcaria (Porto de Mós)
Pour les articles homonymes, voir Alcaria.
Alcaria est une freguesia portugaise située dans le District de Leiria.
Avec une superficie de 14,15 km2 et une population de 256 habitants (2001), la paroisse possède une densité de 18,1 hab/km2.